# Urmar Tanda
Urmar Tanda (o Tanda Urmar) è una città dell'India di 22.115 abitanti, situata nel distretto di Hoshiarpur, nello stato federato del Punjab. In base al numero di abitanti la città rientra nella classe III (da 20.000 a 49.999 persone).

## Geografia fisica
La città è situata a 31° 41' 31 N e 75° 38' 5 E e ha un'altitudine di 232 m s.l.m..

## Società

### Evoluzione demografica
Al censimento del 2001 la popolazione di Urmar Tanda assommava a 22.115 persone, delle quali 11.486 maschi e 10.629 femmine. I bambini di età inferiore o uguale ai sei anni assommavano a 2.528, dei quali 1.415 maschi e 1.113 femmine. Infine, coloro che erano in grado di saper almeno leggere e scrivere erano 16.472, dei quali 8.894 maschi e 7.578 femmine.